# مؤهل أول (رتبة عسكرية)

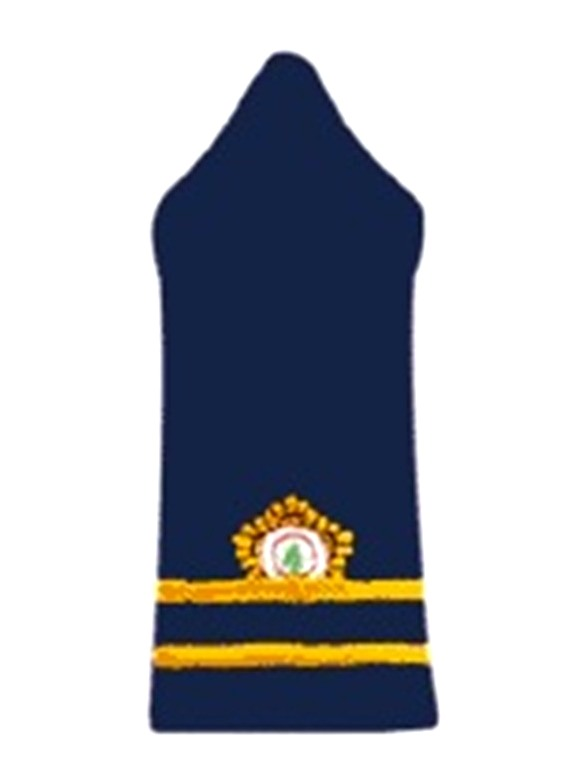
رتبة مؤهل أول بالجيش اللبناني

مؤهل (بالإنجليزية: Chief Warrant Officer)‏ هي رتبة عسكرية لضباط الصف في الجيش اللبناني وهي أعلى من رتبة مؤهل وهي آخر رتبة في ضباط الصف وأقل من ملازم وهي أول رتبة من رتب الضباط الأعوان.